# Four Inch Course
De Four Inch Course is een stratencircuit op het Eiland Man. Het werd voor het eerst gebruikt tijdens de Tourist Trophy voor automobielen in 1908. De Tourist Trophy was de opvolger van de Gordon Bennett Race en werd georganiseerd door de Royal Automobile Club. Die moest voor wedstrijden in het Verenigd Koninkrijk wel uitwijken naar het eiland Man, omdat de Tynwald, het parlement van Man, op eigen gezag wegen kon afsluiten en de geldende maximumsnelheid kon opheffen.

## Highroads Course en Short Highroad Course
Eerdere races waren op bijna hetzelfde traject (de Highroads Course) gereden. Dat werd in 1906 werd verkort door de noordelijke "Sandygate Loop" en de zuidelijke "Peel Loop" over te slaan. Daardoor kreeg het de naam "Short Highroad Course".

## Four Inch Course
Die naam veranderde in 1908 in "Four Inch Course". Die naam verwees naar het reglement, dat een cilinderboring van maximaal vier inch (101,6 mm) voor de deelnemende auto's voorschreef. Het circuit liep over openbare wegen en de start lag op de A18 Snaefell Mountain Road bij Hillberry Corner ten noorden van Douglas. Van daar liep het naar de kruising van de A21 Johnny Watterson Lane met de C10 Scholag Road bij Cronk-ny-Mona in de stad Douglas. Het ging verder ovder de Johnny Watterson Lane naar de kruising met de A22 Ballanard Road. Daar ging men in oostelijke richting naar St Ninian's Crossroads, Bray Hill, Quarterbridge Road en Quarterbridge. Hier draaide men rechtsaf richting Peel, maar bij Ballacraine ging het circuit in noordelijke richting Kirk Michael en daarna via Ballaugh en Sulby naar Ramsey. In Ramsey ging het over de A9 Albert Road en twee privéwegen weer naar de A18 en naar de start/finish bij Hillberry Corner. De Four Inch Course was 37,5 mijl (60,3 km) lang.

## Snaefell Mountain Course
Al in 1905 hadden motorcoureurs tegelijk met de Gordon Bennett Race de Highroads Course gebruikt om te trainen en te kwalificeren voor een internationale landenwedstrijd, de Trophée International. Men kwam tot de ontdekking dat de motorfietsen, nog zonder koppeling en versnellingen, de steile heuvels op de flanken van de berg Snaefell in het noordoosten niet konden beklimmen. Daarom moest de Auto-Cycle Union voor de eerste Isle of Man TT een alternatief circuit vinden. Dat werd de korte St John's Short Course, die ten noorden van de stad Peel lag. In 1911 waren juist de Britse motorfietsen veel beter geworden, en men had een voorsprong genomen in de ontwikkeling van koppelingen en versnellingen. Daarom was het juist een voordeel ten opzichte van buitenlandse merken als er heuvels in het parcours lagen. Men koos de Four Inch Course voor deze wedstrijd. De naam moest uiteraard veranderd worden, omdat de beperking van 4 inches op automotoren sloeg. Daarom werd de naam veranderd in Snaefell Mountain Course. De start/finishlijn werd verplaatst naar de stad Douglas (Quarterbridge Road) en tussen Hillberry Corner en de finish werd Signpost Corner ingericht. Daar kon men, kort voordat de coureurs de stad in reden, zien hoe de posities en de tussentijden waren en daar melding van maken bij de wedstrijdleiding en de helpers in de pit.